# Escadron de chasse 1/5 Vendée
L'escadron de chasse 1/5 Vendée est une unité de combat de l'armée de l'air française. Avant sa dissolution en 2007, elle était équipée de chasseurs Mirage 2000C/RDI et installée sur la base aérienne 115 Orange-Caritat. Ses avions portaient un code entre 5-NA et 5-NZ. Elle est recréée le 18 juillet 2024 sur la base aérienne 115 d'Orange, et rééquipée avec des Rafale.

## Historique
En avril 1949, le Groupe de Chasse 1/5 Travail devient le GC 1/5 Vendée. Il est rattaché à la 5e escadre de chasse. D'abord équipé de Bell P-63 Kingcobra, il est envoyé combattre en Indochine quelques mois plus tard. Il y effectuera pratiquement 3000 missions de guerre et obtiendra deux citations. Le GC 1/5 revient en France en 1950, sur la base aérienne 115 Orange-Caritat. Il devient alors l'Escadron de Chasse 1/5 Vendée et passe sur avion à réaction avec le De Havilland Vampire.

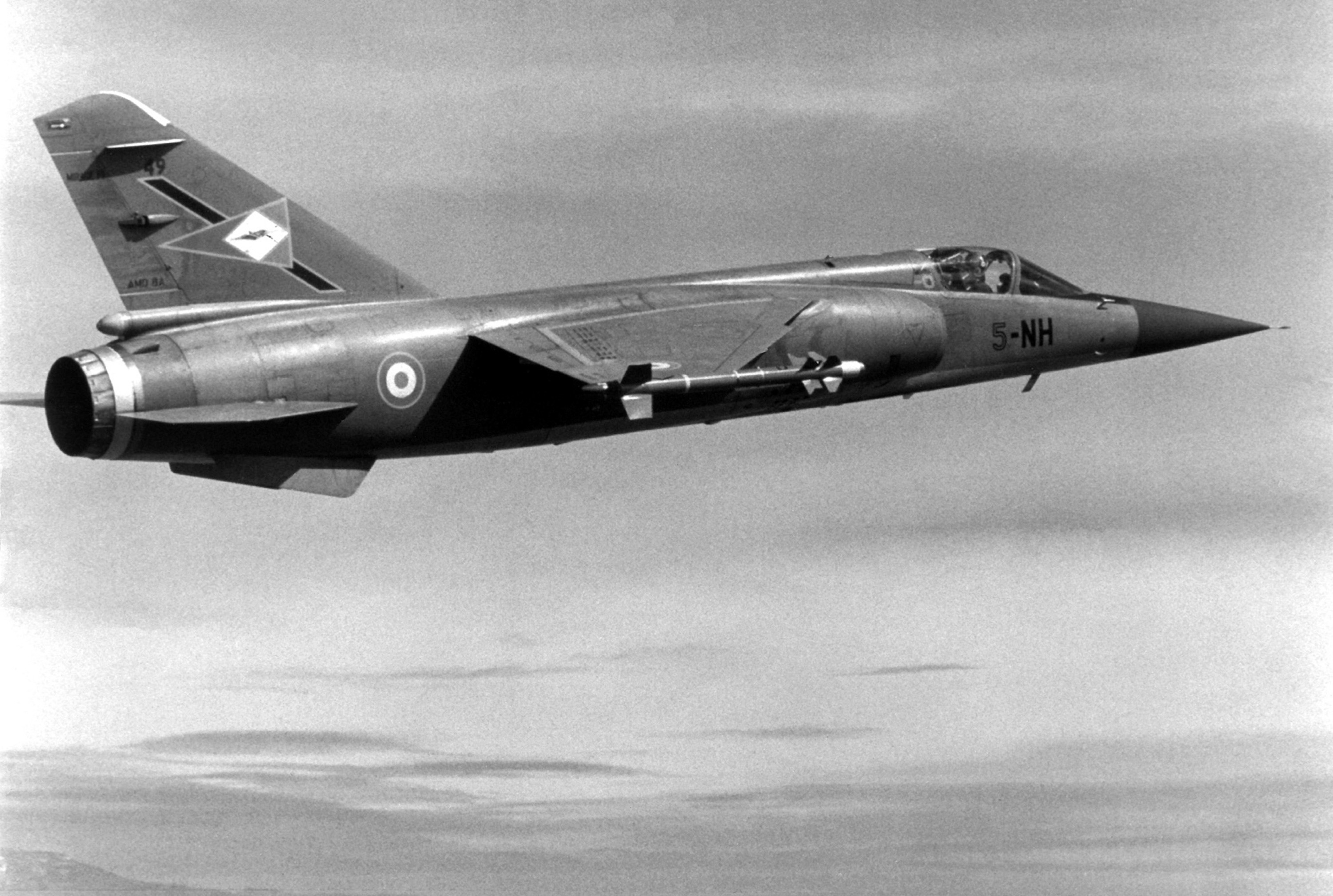
Mirage F1 du 1/5 Vendée en vol

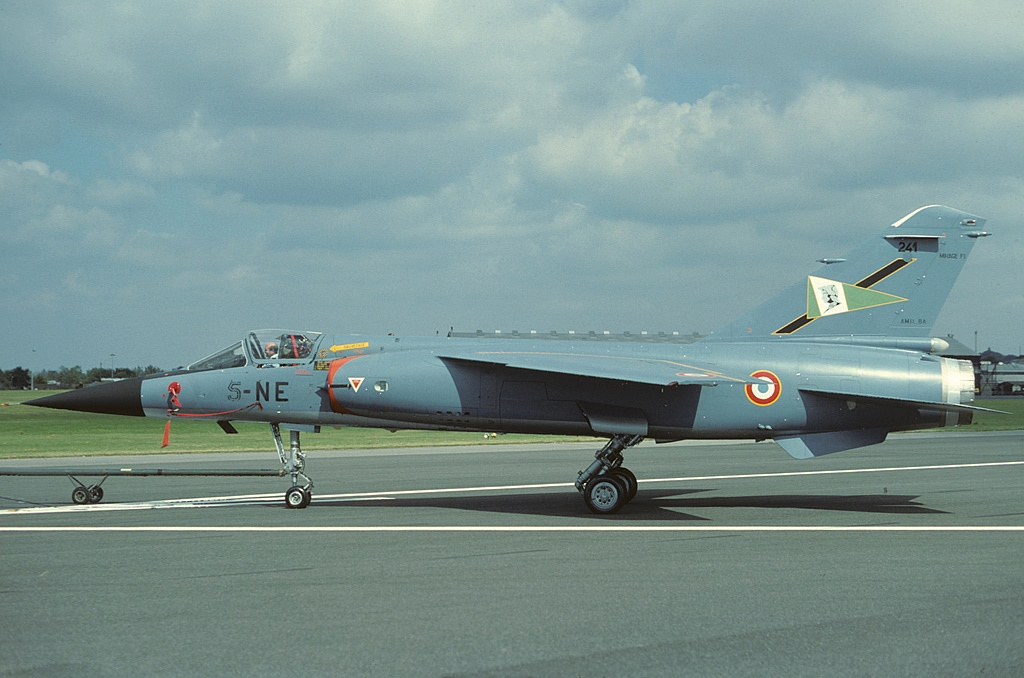
F1C du 1/5 Vendée à Farnborough en 1980

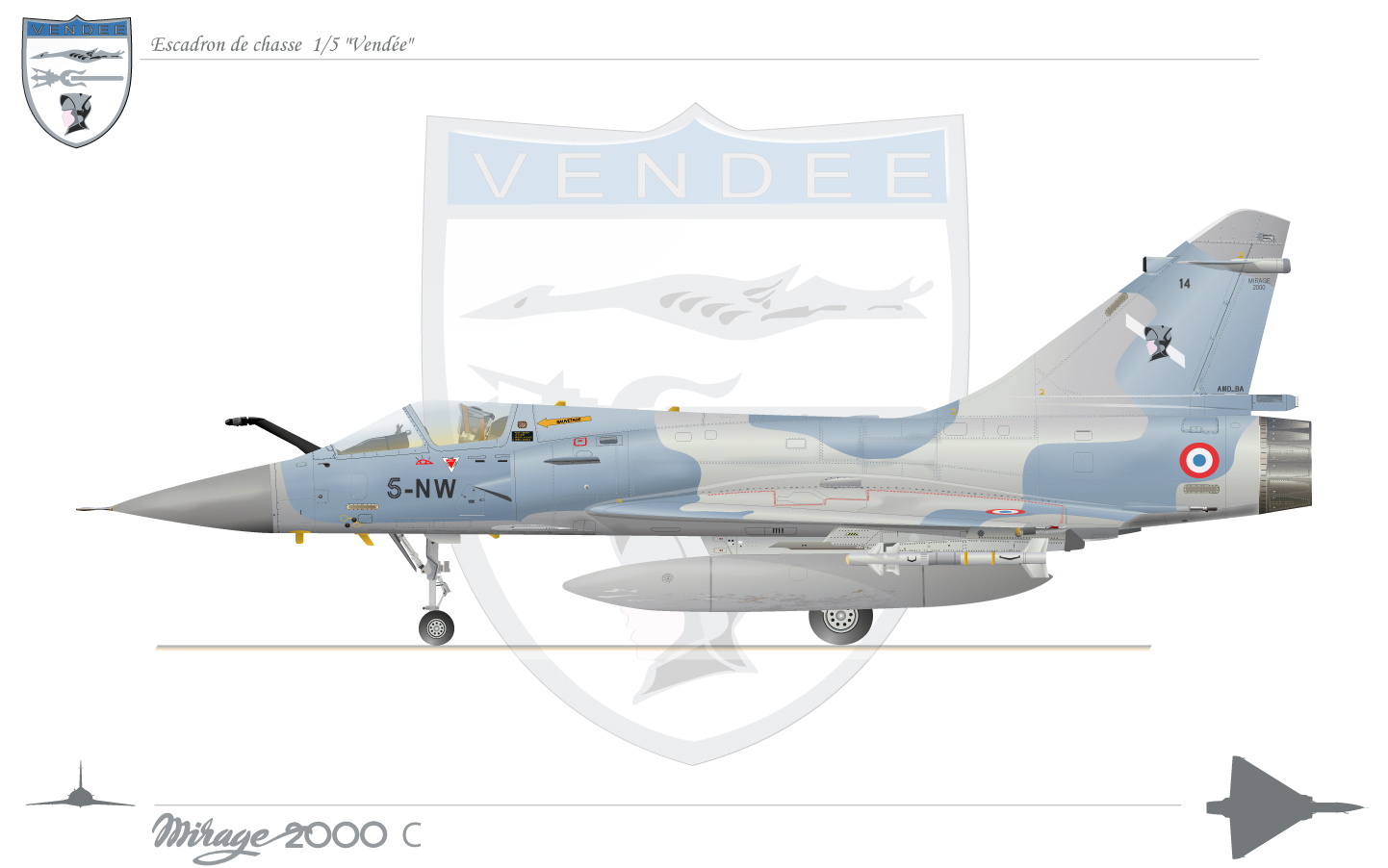
Mirage 2000 C "escadron Vendée"

Après avoir participé à la Guerre d'Algérie, l'EC 1/5 sera successivement équipé de Mystère II (janvier 1957), de Mystère IV (janvier 1958), de Super Mystère B2 (janvier 1961), de Mirage IIIC (juillet 1966) et de Mirage F1C (mars 1975). Il participe alors à des déploiements en Afrique, notamment à Djibouti et au Tchad (Opération Manta).
L'escadron reçoit des Mirage 2000C/RDI en juillet 1988. Il est engagé dans le Golfe Persique (Opération Daguet)  et en Bosnie-Herzégovine (Opération Salamandre). Les avions de l'EC 1/5 Vendée sont les principaux "acteurs" du film Les Chevaliers du ciel. 
Dans le cadre de la réorganisation de l'Armée de l'Air, l'escadron est dissous le 29 juin 2007 et douze (dix monoplaces et deux biplaces) de ses vingt-deux Mirage 2000  ont été vendus d'occasion au Brésil.
Dans le cadre du programme d'accueil du 5e escadron Rafale "RAF5", l'escadron est recrée le 18 Juillet 2024 en même temps que la 5e Escadre de Chasse avec des Dassault Rafale sur la base aérienne 115 Orange-Caritat.
L'activité Opérationnel du 1/5 Vendée débute officiellement le 23 Août 2024 lorsque les premiers Rafale de la RAF 5 se posent officiellement a Orange . L'escadron compte aujourd'hui 7 Rafale Monoplace et 1 Biplace

## Escadrilles
- SPA 26 Cigogne
- SPA 124 Jeanne d'Arc
- C 46 Trident

## Bases
- Base aérienne 115 Orange-Caritat

## Appareils
- De Havilland Vampire (1950-1954)
- Mistral (1954-1956)
- Dassault Mystère II (1957)
- Dassault Mystère IV (1958-1960)
- Dassault Super Mystère B2 (1961-1966)
- Dassault Mirage IIIC (juillet 1966-1975)
- Dassault Mirage F1C-200 (1975-1988)
- Dassault Mirage 2000C/RDI (1988-2007)
- Dassault Rafale B/C (18 juillet 2024-)